# Notaulites nigriventris
Notaulites nigriventris är en stekelart som först beskrevs av André Seyrig 1934.  Notaulites nigriventris ingår i släktet Notaulites och familjen brokparasitsteklar. Inga underarter finns listade i Catalogue of Life.